# Monomorium sryetum
Monomorium sryetum är en myrart som beskrevs av Bolton 1987. Monomorium sryetum ingår i släktet Monomorium och familjen myror. Inga underarter finns listade i Catalogue of Life.